# Чёрный человек
«Чёрный человек» — поэма Сергея Есенина. Впервые опубликована в № 1 журнала «Новый мир» за январь 1926 года.
Замысел поэмы возник у Есенина во время его зарубежной поездки 1922—1923 годов. Есенин упоминал о влиянии на поэму пушкинской «маленькой трагедии» «Моцарт и Сальери». Автор читал «Чёрного человека» осенью 1923 года, вскоре после возвращения на родину. В ноябре 1925 года Есенин переработал поэму. Слышавшие поэму в его чтении отмечали, что опубликованный текст короче и менее трагичен, чем тот, который Есенин читал раньше.
«Чёрный человек» — последнее крупное поэтическое произведение Есенина. В ней выразились настроения отчаяния и ужаса перед непонятной действительностью, драматическое ощущение тщетности любых попыток проникнуть в тайну бытия.

## Издания
- Есенин С. А. Полное собрание сочинений: В 7 т. — М.: Наука, 1995—2002. — Т. 3.